# Juniperus taxifolia
Juniperus taxifolia là một loài thực vật hạt trần trong họ Cupressaceae. Loài này được Hook. & Arn. mô tả khoa học đầu tiên năm 1838.